# Fanny Tacchinardi-Persiani

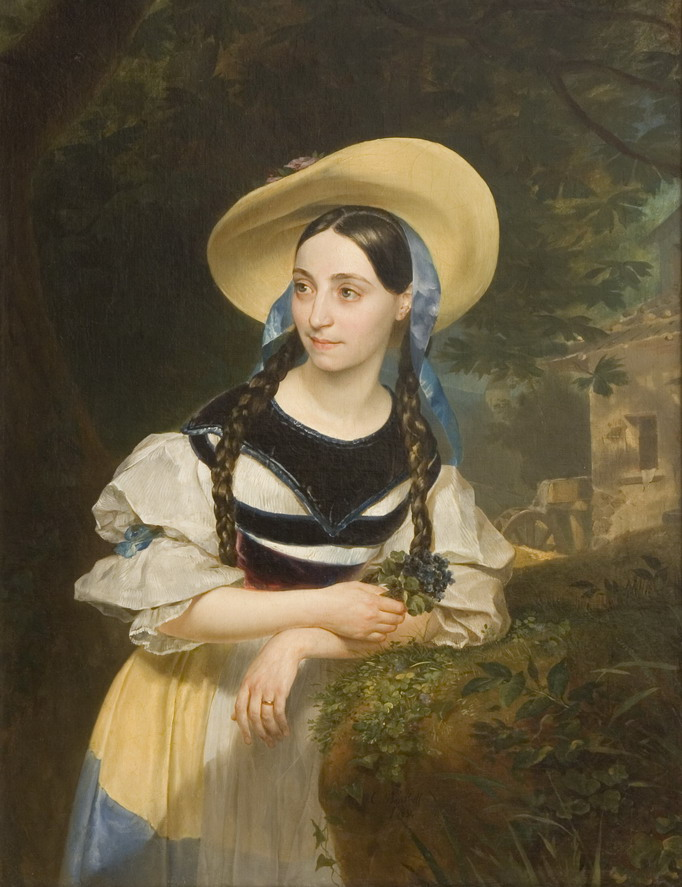
Fanny Tacchinardi-Persiani als Amina in La sonnambula, Gemälde von Karl Bryullow, 1834

Fanny Tacchinardi-Persiani (geborene: Francesca Felicita Maria Tacchinardi; auch: Fanny Persiani; * 4. Oktober 1807 in Rom, Kirchenstaat; † 3. Mai 1867 in Paris) war eine berühmte italienische Opernsängerin (Koloratursopran), die besonders als erste Interpretin von Gaetano Donizettis Lucia di Lammermoor in die Musikgeschichte einging.

## Leben
Sie wurde als drittes Kind von Nicola Tacchinardi (1772–1859) und Maria (?) Angiola Tacchinardi am 4. Oktober 1807 in Rom geboren und am 6. Oktober in der Gemeinde von Santa Maria ad Martyres (dem Pantheon) getauft, was mittlerweile durch einen Taufeintrag in den Archiven des Vatikans belegt ist. In älteren Quellen und bis in die Gegenwart ist dagegen oft fälschlich 1812 und auf ihrem Grab in der Familienkapelle in Neuilly-sur-Seine sogar 1814 als Geburtsjahr angegeben. Fanny wurde die Musik sozusagen in die Wiege gelegt: beide Elternteile waren Opernsänger, der Vater ein seinerzeit berühmter Tenor, der seiner Tochter eine perfekte sängerische Ausbildung zukommen ließ, obwohl er sich gar keine Opernkarriere für sie wünschte. Er ließ sie allerdings manchmal bei Konzerten am Hofe des Großherzogs von Toskana auftreten.
Wahrscheinlich 1827 lernte Fanny den Komponisten Giuseppe Persiani kennen, den sie zwei Jahre später, am 5. August 1829, in der Kirche Santi Simone e Giuda in Florenz heiratete; die beiden hatten einen einzigen Sohn Alessandro (* 15. August 1830). In den entsprechenden Akten wurde Fanny zu dieser Zeit offiziell als Hausfrau („lavorante a casa“) geführt.
Ihr anscheinend ungeplantes Operndebüt machte sie für die damalige Zeit relativ spät, mit 24 Jahren, als sie in Livorno am 21. Juli 1832 für die indisponierte Rosalbina Carradori Allan in der Titelrolle von Giuseppe Fourniers Oper Francesca da Rimini einsprang, neben Rosmunda Pisaroni als Paolo.
Nach weiteren Auftritten in Padua und am San Samuele in Venedig, in Opern von Vaccaj und Rossini, sang sie am 23. Februar 1833 neben Giuditta Pasta am La Fenice die Amenaide in Rossinis Tancredi, und kurz darauf, am 2. März 1833, die Rolle der Adina in Donizettis L’elisir d’amore, die zu einem ihrer „Zugpferde“ wurde. Damit begann eine glänzende Karriere, die sie an alle damals wesentlichen Bühnen Europas führte.
Bereits im Sommer 1833 war sie am Teatro Carcano in Mailand, wo sie in der Oper Danao re d’Argo (UA: 1827) ihres Mannes Giuseppe Persiani die weibliche Hauptrolle sang – auch später setzte sie sich für die (meist nicht besonders erfolgreichen) Werke ihres Mannes ein. In derselben Spielzeit sang sie außerdem mehrere Partien, die während ihrer gesamten Karriere ihre Glanzrollen blieben: Amina in La sonnambula und Beatrice di Tenda von Vincenzo Bellini, Carolina in Il matrimonio segreto von Domenico Cimarosa und die Rosa in Le Cantatrici villane von Fioravanti.
Dem Einsatz ihres Vaters und Alessandro Lanari, dem Impresario des Teatro della Pergola in Florenz, verdankte Fanny die Titelpartie in Donizettis Rosmonda d’Inghilterra, die am 27. Februar 1834 uraufgeführt wurde, mit dem berühmten Gilbert-Louis Duprez als ihr Partner. Bekannterweise lobte Donizetti einige Monate vor der Premiere in einem Brief zwar die Präzision und perfekte Intonation der Tacchinardi, bezeichnete sie aber auch als „so kalt, so kalt…“ („freddina freddina, ben precisa però, e intonatissima“, Brief an Lanari aus Mailand, 28. Oktober 1833). Ob er damit (wie meist angenommen) beklagte, dass sie mit zu wenig Gefühl sang, oder vielleicht einen „kalten“ Stimmklang hatte (siehe unten das Urteil von Chorley), geht daraus allerdings nicht ganz eindeutig hervor. Donizettis Sorgen waren jedoch unbegründet, denn in einer Rezension der Oper wurde Persiani nicht nur für ihr „seltenes Talent“ gelobt, sondern besonders für ihre Fähigkeit, „… alle Emotionen, alle Gefühle auszudrücken, die sie möchte.“

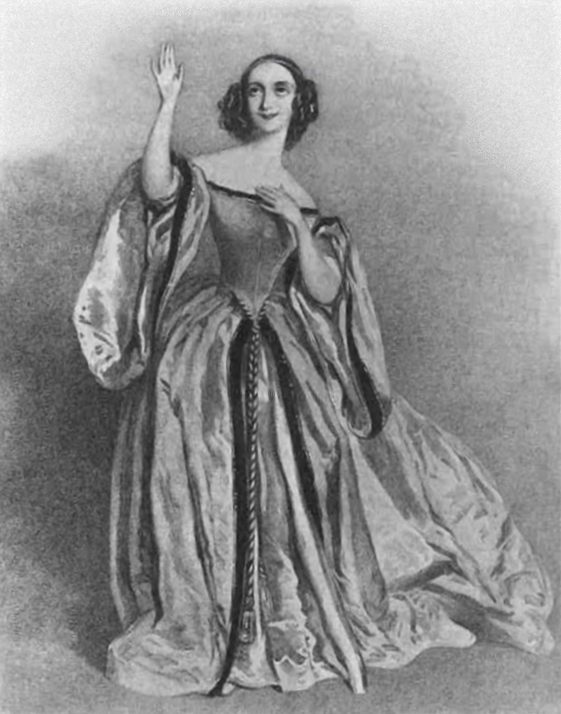
Fanny Tacchinardi-Persiani als Lucia in Lucia di Lammermoor (in London 1838)

Danach ging sie ans Teatro San Carlo nach Neapel, wo sie unter anderem die Zerlina in Mozarts Don Giovanni und die Giulietta in Bellinis I Capuleti e i Montecchi sang.
Nach einem kurzen Engagement in Genua komponierte Donizetti in Neapel für sie die berühmteste Rolle ihres Lebens: die Titelpartie in Lucia di Lammermoor, die sie zum ersten Mal am 26. September 1835 im San Carlo sang, neben Gilbert Duprez und Domenico Cosselli. Damit hatte Fanny Tacchinardi endgültig den Status einer prima donna assoluta erreicht, neben bereits etablierten Stars wie Giuseppina Ronzi de Begnis und Maria Malibran. Donizetti selber bezeichnete die Darbietung der Tacchinardi drei Tage nach der Premiere als „…wunderbar“.

Die Tacchinardi änderte die Partie der Lucia in der Folge für sich nach ihrem eigenen Gusto und ersetzte ab ihrem Auftritt 1836 in Venedig (in Anwesenheit Donizettis) die originale Auftrittsarie durch die ebenfalls für sie komponierte Cavatine Perché non ho del vento aus Rosmonda d’Inghilterra, die nach ihrem Debüt am Théâtre-Italien in Paris auch endgültig in Donizettis französischsprachige Version der Oper (von 1838) einging.
Donizetti komponierte für sie auch die Titelrolle der Pia de’ Tolomei (Venedig 1837) und einige Jahre später in Paris die berühmte Auftrittsarie der Linda Oh luce di quest’anima in Linda di Chamounix, die sie zum ersten Mal am 17. November 1842 am Théâtre-Italien sang.
1837 ging die Tacchinardi-Persiani auf Tournee zuerst ans Kärntnertortheater nach Wien, wo sie nach Auftritten als Lucia und als Elvira in I puritani zur kaiserlichen Kammersängerin ernannt wurde, und von da nach Paris. Dort feierte sie ihr Debüt am 7. November 1837 in La sonnambula. Ihr Erfolg und ihre Gagen in Paris waren so groß, dass sie sich endgültig dort niederließ und außerdem von 1837 bis 1849 – wie ihre Kollegin Giulia Grisi – jedes Jahr am Covent Garden in London auftrat, wo sie ebenfalls enorme Summen verdiente. 

Zu ihrem Repertoire in dieser Zeit zählte neben ihren bereits genannten Standardrollen aus Opern von Bellini und Donizetti auch die Gräfin in Mozarts Le Nozze di Figaro und Fiordiligi in Così fan tutte, die Titelrolle in Donizettis Adelia, sowie die Rosina in Rossinis Il barbiere di Siviglia, wo sie in der Szene der Lektion im zweiten Akt gewöhnlich Maria Malibrans Variationen über Nel cor più non mi sento aus Paisiellos La Molinara einschob.

Sie sang auch immer wieder die weiblichen Hauptrollen in Opern ihres Mannes, wie insbesondere die für ihre Stimme überarbeitete Titelpartie in seiner erfolgreichsten Oper Ines de Castro, die ursprünglich 1835 für Maria Malibran entstanden war und in einer Wiederaufnahme am 24. Dezember 1839 im Théâtre-Italien (am Odéon) gegeben wurde. Seine letzten beiden Opern, die Semiseria Il fantasma (uraufgeführt am 14. Dezember 1843 in Paris) und L’orfana savoiarda (uraufgeführt am 25. Juli 1846 im Circo in Madrid) konnte auch Fannys Mitwirkung nicht vor dem Misserfolg retten.
Zwischenzeitlich unternahm sie auch einige Tourneen, so 1841 gemeinsam mit dem berühmten Tenor Rubini eine Konzertreise durch Belgien und das Rheinland, wo sie von Fürst Metternich auf dessen Schloss Johannisberg eingeladen wurden. Im Juni 1846 war die Tacchinardi vorübergehend wieder in Italien und sang am Teatro San Carlo in Neapel die Rosa in Aufführungen von Giovanni Pacinis La fidanzata corsa. 1850–51 ging sie gemeinsam mit Giulia Grisi und dem Tenor Mario nach Sankt Petersburg. 1854–55 sang sie an den Opernhäusern von Bologna und Turin.
Ihren letzten nachgewiesenen Auftritt hatte die Tacchinardi-Persiani 1859 am Théâtre-Italien in Paris, als Ersatz für Rosina Penco als Zerlina in Don Giovanni.
Danach lebte sie mit ihrem Mann und ihrem Sohn in Neuilly bei Paris und erteilte privaten Gesangsunterricht. Sie starb am 3. Mai 1867 an einem zerebralen Aneurysma und wurde im Familiengrab auf dem Friedhof von Neuilly beerdigt.
Der Florentiner Komponist, Musiktheoretiker und -pädagoge Guido Tacchinardi (1840–1917) war ein jüngerer Halbbruder von Fanny Tacchinardi aus der dritten Ehe ihres Vaters.

## Stimme und Gesang

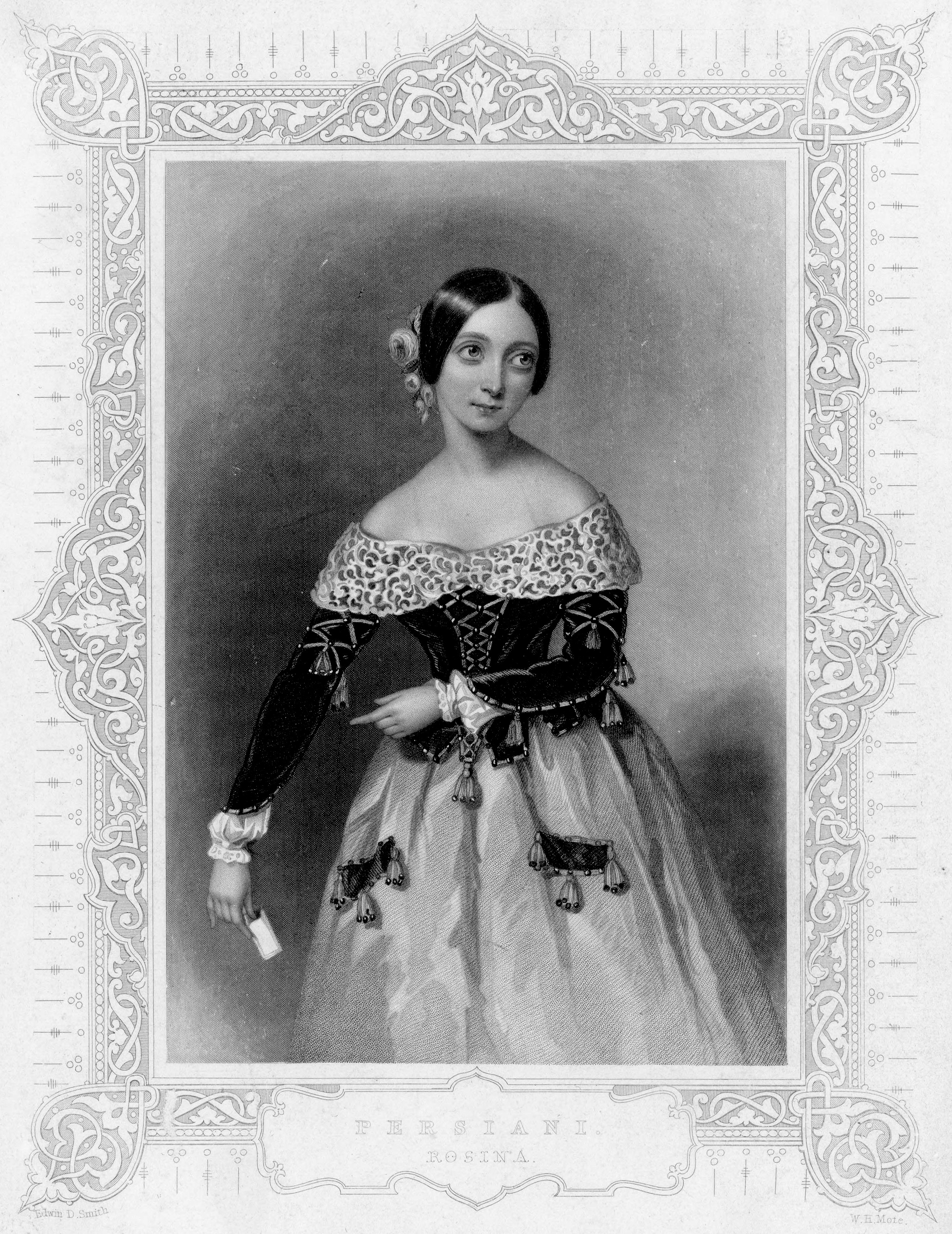
Fanny Persiani als Rosina in Il barbiere di Siviglia, 1840

Fanny Tacchinardi-Persiani gilt häufig als der Prototyp des hohen, lyrischen Koloratursoprans (soprano lirico-leggero), zusammen mit Laure Cinti-Damoreau und  Henriette Sontag. Unter Berücksichtigung zeitgenössischer Quellen muss diese Einordnung der Persiani jedoch etwas differenzierter gesehen werden.
Nicht selten wurde ihr Gesang mit dem eines Vogels oder einer Nachtigall (Alexandre Dumas, 1835) verglichen, oder mit der musikalischen Perfektion eines erstklassigen Geigers, ja mit Paganini selber.
Théophile Gautier hörte die Persiani im Dezember 1837 in Paris als Lucia und beschrieb ihre Stimme folgendermaßen:

„…sie hat einen außergewöhnlichen Umfang, eine überraschende Süße und Vibration; […] sie geht mühelos bis zum hohen d’’’ und f’’’. Die Technik von Madame Persiani ist sicher, umfassend, tadellos. Es ist die gleiche Perfektion im Detail, die gleiche Vollendung der Fioritur wie bei Madame Damoreau, mit dem Unterschied, dass Madame Damoreau nur eine ziemlich schwache Stimme zu beherrschen hat, und dass Madame Persiani mit bewunderswerter Leichtigkeit ein Organ von außerordentlicher Kraft meistert und führt.“

Bezüglich ihres Umfangs wies Ciarlantini darauf hin, dass Donizetti zur Pariser Premiere von L’elisir d’amore am 17. Januar 1839 Adinas Arie „Prendi, per me sei libero“ für Fanny Tacchinardi änderte und dabei im Vergleich zur Originalversion eher den mittleren Stimmbereich betonte, mit einem Gesamtumfang vom tiefen c bis e’’’ (ed. Latte, Paris 1839); bei der Veröffentlichung wurde diese Version auf dem Frontispiz als „Arie für Mezzosopran“ („air pour mezzo soprano“) bezeichnet (!). Auch ein Autor der Revue des deux mondes definierte die Persiani 1841 als „hohen Mezzosopran“ („nous citerons au nombre des mezzo-soprani aigus la Persiani et la Loewe“), die nach Meinung desselben Autors einen Stimmschwerpunkt von d bis a’’ besäßen, aber darüber und darunter noch weitere Noten erreichen könnten.

Laut Léon und Marie Escudier (1840) reichte ihr Stimmumfang vom tiefen h, das sie „mit großer Festigkeit“ hervorbrachte, bis zum hohen e’’’; darüber hinaus verfügte sie über „… eine Biegsamkeit und eine Flexibilität ohne gleichen“.
Was Timbre und Größe der Stimme angeht, existieren widersprüchliche Aussagen. Ein Kritiker beschrieb ihre Stimme bei ihrem englischen Debüt als Lucia am 5. April 1838 als „… ohne großes Klangvolumen, aber klar, flexibel, rein“.

Die Escudiers beschrieben Persianis Stimme als nicht völlig perfekt, ihre Brusttöne seien rau, scharf und manchmal zu „gellend“ („rudes, aigués et parfois trop stridentes“), und in der Höhe würde sie „schrille Töne hervorbringen, die an Schreie erinnern“ („elle lance des sons aigres qui ressemblent à des cris“), aber „diese Defekte verlieren sich inmitten ihrer zahlreichen erworbenen und natürlichen Qualitäten“.

Ähnlich fand der kritische englische Musikkenner Henry F. Chorley den Stimmklang der Persiani nicht besonders angenehm, sondern zu „scharf und schneidend“ („acrid and piercing“), eine Stimme, die „niemals mit anderen Stimmen leicht verschmolz“. Umso mehr bewunderte er ihre technische Vollkommenheit und Virtuosität, ihren musikalischen Geschmack und ihre Fantasie in den Verzierungen, die sie immer mit Ausdruck gesungen habe:

„Sie war eine solche Meisterin der Gesangskunst wie es wenige Frauen in unserer, oder in irgendeiner, Zeit gewesen sind. … Ihre Stimme war bis zu ihren äußersten Fähigkeiten entwickelt. Jede Faser ihrer Gestalt schien Anteil an ihrem Singen gehabt zu haben. Da wurde nichts ausgelassen – nichts zurückgehalten. Sie war nie nachlässig, nie unvollendet; …“ „Jede vorstellbare Passage wurde von ihr bis zur Perfektion verfeinert – ausgenommen … ihr Triller, den man undeutlich und dünn finden mochte. In der Attacke der weit entfernten Intervalle – im Aufsteigen durch ganze Serien von Notengruppen, bis hinauf zu den höchsten Tönen der Skala – war sie ohne Rivalen. Auch ihre Variationskunst war großartig. Wenn sie um ein Encore (Wiederholung; Anm. d. V.) gebeten wurde, wiederholte sie ihre Cabaletta selten ohne irgendeine Veränderung oder Steigerung ihrer Brillanz.“

Ein interessantes, wenn auch kurzes Urteil ist von Felix Mendelssohn erhalten, der als Deutscher aus einer ganz anderen musikalischen Welt stammte: „Nun, ich mag Madame Persiani, sehr. Sie ist so durch und durch Künstlerin und sie singt mit solcher Ernsthaftigkeit,– und da ist so ein angenehmer, bitterer Ton in ihrer Stimme.“
Das Repertoire der Persiani bestand vor allem aus Semiseria- (La sonnambula, I puritani, Linda di Chamounix u. a.) und Buffa-Opern (L’elisir d’amore, Don Pasquale, Il barbiere di Siviglia u. a.), darüber hinaus sang sie zwar auch tragische Rollen, soweit sie zu ihrer Stimme, ihrem Aussehen und ihrem Belcanto-Ideal passten (z. B. die von Donizetti für sie komponierten Partien wie Lucia di Lammermoor, Bellinis Beatrice di Tenda und Ines de Castro von Persiani), mied jedoch betont dramatische Rollen, wie beispielsweise Bellinis Norma (die schon äußerlich gar nicht zu ihr gepasst hätte und auch etwas zu tief hinabreicht) oder die hybriden Partien von Verdi.

## Rollen für Fanny Tacchinardi-Persiani
Es werden nur Partien aufgeführt, die direkt für Fanny Tacchinardi-Persianis Stimme komponiert wurden und die sie in der Uraufführung (= „UA“) gesungen hat; andere wichtige Rollen werden oben im Text genannt. Auch die interessantesten Bühnenpartner werden hier genannt. Da Uraufführungen neuer italienischer Opern in erster Linie in Italien selber stattfanden und ihre Karriere ab 1837 fast ausschließlich in Paris und London verlief, hat sie fast nur im frühen italienischen Teil ihrer Laufbahn neue Rollen kreiert. Die Liste erhebt keinen Anspruch auf Vollständigkeit.
- Lucia in I promessi sposi von Luigi Gervasi – UA:  19. Januar 1834, Rom, Teatro Valle; mit Giorgio Ronconi und Antonio Poggi[30]
- Amalia in I due incogniti von Giuseppe Bornaccini – UA: 5. Februar 1834, Rom, Teatro Valle; mit Giorgio Ronconi und Antonio Poggi[31]
- Rosmonda in Rosmonda d’Inghilterra von Gaetano Donizetti – UA: 27. Februar 1834, Florenz, Teatro degl’Immobili; mit Gilbert-Louis Duprez und Anna del Sere[32]
- Matilde in Il supposto sposo von Vincenzo Fioravanti – UA: 6. Oktober 1834, Neapel, Teatro del Fondo[33]
- Adele in La sposa von Egisto Vignozzi – UA: Herbst 1834, Neapel, Teatro del Fondo[34]
- Susetta in Un matrimonio per ragione von Giuseppe Staffa – UA: Sommer 1835, Neapel, Teatro del Fondo; mit Filippo Coletti[35]
- Elisa in L’ orfana russa von Pietro Raimondi – UA: 26. August 1835, Neapel, Teatro del Fondo; mit Filippo Coletti[36]
- Lucia in Lucia di Lammermoor von Gaetano Donizetti – UA: 26. September 1835, Neapel, Teatro San Carlo; mit Gilbert-Louis Duprez und Domenico Cosselli
- Iolanda in Lara von Henri de Ruolz – UA:  22. November 1835, Neapel, Teatro San Carlo[37]
- Luisa in Il disertore per amore von Luigi Ricci – UA: 13. Februar 1836, Neapel, Teatro del Fondo[38]
- Pia in Pia de’ Tolomei von Gaetano Donizetti – UA: 18. Februar 1837, Venedig, Teatro Apollo; mit Giorgio Ronconi und Antonio Poggi[39]
- ? in Il fantasma von Giuseppe Persiani – UA: 14. Dezember 1843, Paris, Comédie-Italienne
- ? in L’orfana savoiarda – UA: 25. Juli 1846, Madrid, Circo